# Bertila Damas
Bertila Damas (* vor 1986 in Kuba) ist eine US-amerikanische Film-, Fernseh- und Theaterschauspielerin.

## Leben
Damas ist die Tochter einer puerto-ricanisch-US-amerikanischen Mutter und eines kubanischen Vaters. Sie wurde als eines von drei Geschwistern in Kuba geboren und kam im Alter von drei Jahren, zusammen mit ihrer Mutter, in die Vereinigten Staaten. Noch während sie in Miami das College besuchte, hatte sie ihre ersten professionellen Auftritte im spanischsprachigen Theater. Sie ging dann nach New York City, wo sie die Circle in the Square Theatre School und das The Actors Studio besuchte. Zudem studierte sie bei Stella Adler.
Ihr Broadway-Debüt gab sie 1986 in Joseph Papps Shakespeare Festival im Belasco Theatre, als sie die Julia in Estelle Parsons’ Inszenierung von Romeo und Julia verkörperte. In dieser Zeit, von 1986 bis 1987, war sie auch in Macbeth und als Audrey in Wie es euch gefällt zu sehen, beide Male ebenfalls unter der Regie von Estelle Parsons. Weitere Bühnenauftritte abseits des Broadways hatte sie unter anderem 1991 als Yerma in Federico García Lorcas gleichnamigen Stück im Kreeger Theater der Arena Stage, Washington, D.C.; Regie: Tazewell Thompson und 2005 als Clemencia in Luis Alfaros Electricidad im Mark Taper Forum, Los Angeles; Regie: Lisa Peterson. Für ihr Wirken in letzterer Aufführung gewann sie 2006 einen Garland Award.
Erste Beachtung für ihre schauspielerische Tätigkeit im Fernsehen fand Damas 1988 mit ihrer Rolle der Marta in Angélica, mi vida, einer spanischsprachigen Telenovela. 1991 folgten zwei Leinwandauftritte; einmal als Renalda Squiriniszu in Dan Aykroyds Komödie Valkenvania – Die wunderbare Welt des Wahnsinns und ein weiteres Mal als Estella Sanchez in Gillian Armstrongs Melodram Fires Within. Danach trat sie hauptsächlich in Fernsehproduktionen in Erscheinung. Im Star-Trek-Universum spielte sie 1994 in der Doppelfolge Der Maquis der Serie Star Trek: Deep Space Nine mit der Rolle der Sakonna, eine Vulkanierin, die sich dem Maquis angeschlossen hatte und 1999 in der Folge Überlebensinstinkt von Star Trek: Raumschiff Voyager die Bajoranerin Marika Willkarah, die, einst von den Borg assimiliert, eine Einheit mit Seven of Nine bildete. Größere Serienrollen hatte sie als Reina Sanchez in BYRDwatch (2011), als Pilar in Grimm (2012–2013), als Angelica in La Quinceañera (2017) und als Lenore in Lodge 49 (2019). Zu den zahlreichen weiteren Serien, in denen sie auftrat, gehören unter anderem Golden Palace (1992), New York Cops – NYPD Blue (1994, 2000), The Nine – Die Geiseln (2006–2007), Red Band Society (2015), Brooklyn Nine-Nine (2017, 2019) und Pearson (2019). Zudem lieh sie im Englischen dem Charakter Maria Montalvo in der satirischen Zeichentrickserie King of the Hill (1998) ihre Stimme.

## Filmografie

### Filme
- 1991: Valkenvania – Die wunderbare Welt des Wahnsinns (Nothing But Trouble)
- 1991: Fires Within
- 1992: Der Todesengel vom Grand Central (Terror on Track 9, Fernsehfilm)
- 1993: Mi vida loca
- 1993: Breaking Pan with Sol (Fernsehfilm)
- 1994: Todo cambia (Kurzfilm)
- 1995: Spring Fling – Frühling in Watercrest (Spring Fling!, Fernsehfilm)
- 1997: Prison of Secrets (Fernsehfilm)
- 1998: True Friends – Wahre Freunde (True Friends)
- 1998: Mr. Murder – Er wird dich finden … (Mr. Murder, Fernsehfilm)
- 2012: Your Father’s Daughter (Kurzfilm)
- 2013: The Insomniac
- 2016: Dependent’s Day
- 2017: Lucky
- 2021: Bingo Hell

### Fernsehserien
- 1988: Angélica, mi vida
- 1992: Golden Palace (The Golden Palace, 2 Folgen)
- 1993: Die Staatsanwältin und der Cop (Reasonable Doubts, eine Folge)
- 1993: Immer Ärger mit Dave (Dave’s World, eine Folge)
- 1994: Nachtschicht mit John (The John Larroquette Show, eine Folge)
- 1994: Star Trek: Deep Space Nine (2 Folgen)
- 1994: Thunder Alley (2 Folgen)
- 1994, 2000: New York Cops – NYPD Blue (NYPD Blue, 2 Folgen)
- 1995: Charlie Grace – Der Schnüffler (Charlie Grace, eine Folge)
- 1996: High Incident – Die Cops von El Camino (High Incident, 3 Folgen)
- 1996: Night Affairs (eine Folge)
- 1996: Love and Marriage (eine Folge)
- 1996: Goode Behavior (eine Folge)
- 1998: Profiler (eine Folge)
- 1998, 2008: King of the Hill (4 Folgen, Stimme)
- 1999: Star Trek: Raumschiff Voyager (Star Trek: Voyager, Folge 6x02: Überlebensinstinkt)
- 1999: Emergency Room – Die Notaufnahme (ER, eine Folge)
- 2000: The Huntress (eine Folge)
- 2000: City of Angels (eine Folge)
- 2001: Family Law (eine Folge)
- 2003: Lady Cops – Knallhart weiblich (The Division, 2 Folgen)
- 2004: Crossing Jordan – Pathologin mit Profil (Crossing Jordan, eine Folge)
- 2005: Sleeper Cell (eine Folge)
- 2006: Bones – Die Knochenjägerin (Bones, eine Folge)
- 2006–2007: The Nine – Die Geiseln (The Nine, 2 Folgen)
- 2007: Dexter (eine Folge)
- 2010: CSI: Den Tätern auf der Spur (CSI: Crime Scene Investigation, eine Folge)
- 2011: BYRDwatch (5 Folgen)
- 2012–2013: Grimm (4 Folgen)
- 2014: Murder in the First (eine Folge)
- 2014: Rizzoli & Isles (eine Folge)
- 2015: Red Band Society (2 Folgen)
- 2015: Navy CIS: L.A. (NCIS: Los Angeles, eine Folge)
- 2016: If Loving You Is Wrong (eine Folge)
- 2017: Shameless (eine Folge)
- 2017: La Quinceañera (4 Folgen)
- 2017, 2019: Brooklyn Nine-Nine (2 Folgen)
- 2018: Lethal Weapon (eine Folge)
- 2019: The Rookie (eine Folge)
- 2019: Pearson (2 Folgen)
- 2019: Lodge 49 (4 Folgen)
- 2019: Navy CIS (NCIS, eine Folge)